# Zirbitzkogel
Zirbitzkogel – szczyt w Alpach Seetalskich, pasma Alp Noryckich w Alpach Wschodnich. Leży w Austrii, w Styrii. Znajduje się na południe od doliny Mury, w pobliżu granicy z Karyntią. Jest to najwyższy szczyt Alp Seetalskich.
Okoliczne schroniska to: Winterleitenhütte (1782 m) na północny wschód od szczytu, Sabathyhütte (1620 m) na wschód, Zirbitzkogelhaus (2376 m) tuż pod szczytem góry, Waldheimhütte (1614 m) między Obdach i Zirbitzkogel, Tonnerhütte (1600 m) między Mühlen i Zirbitzkogel.